# Bilghez
Bilghez (węg. Bürgezd) – wieś w Rumunii, w okręgu Sălaj, w gminie Nușfalău. W 2011 roku liczyła 386 mieszkańców.